# Convention de La Haye (1954)
Pour les articles homonymes, voir Convention de La Haye.
La Convention pour la protection des biens culturels en cas de conflit armé est le premier traité international qui porte exclusivement sur la protection des biens culturels en cas de conflit armé. C'est un traité international quadrilingue, signé le 14 mai 1954 à La Haye et entré en vigueur le 7 août 1956, à l’initiative et sous l'égide de l’Organisation des Nations unies pour l'éducation, la science et la culture (UNESCO). En septembre 2022, le traité avait été ratifié par 134 États. 
La Convention de la Haye a été adoptée à la suite des destructions massives de patrimoine occasionnées par la Seconde Guerre mondiale. La Convention est l'un des outils fondamentaux du droit international de la protection des biens culturels en cas de conflit armé. La Convention a été complétée par un Premier Protocole du 14 mai 1954 puis par un Deuxième Protocole signé le 26 mars 1999 et entré en vigueur le 9 mars 2004.
Une première définition des biens culturels figure dans l'article premier de la Convention. Elle concerne le patrimoine culturel mobilier ou immobilier : les monuments, les produits des fouilles archéologiques, les collections scientifiques, les manuscrits rares, les œuvres d'art, les objets d'antiquité d'intérêt artistique ou historique, etc. La Convention vise à sauvegarder les biens culturels - et par extension l'héritage culturel - des nations, des groupes et des membres distincts de la société à travers le monde, des conséquences des conflits armés.

## États parties

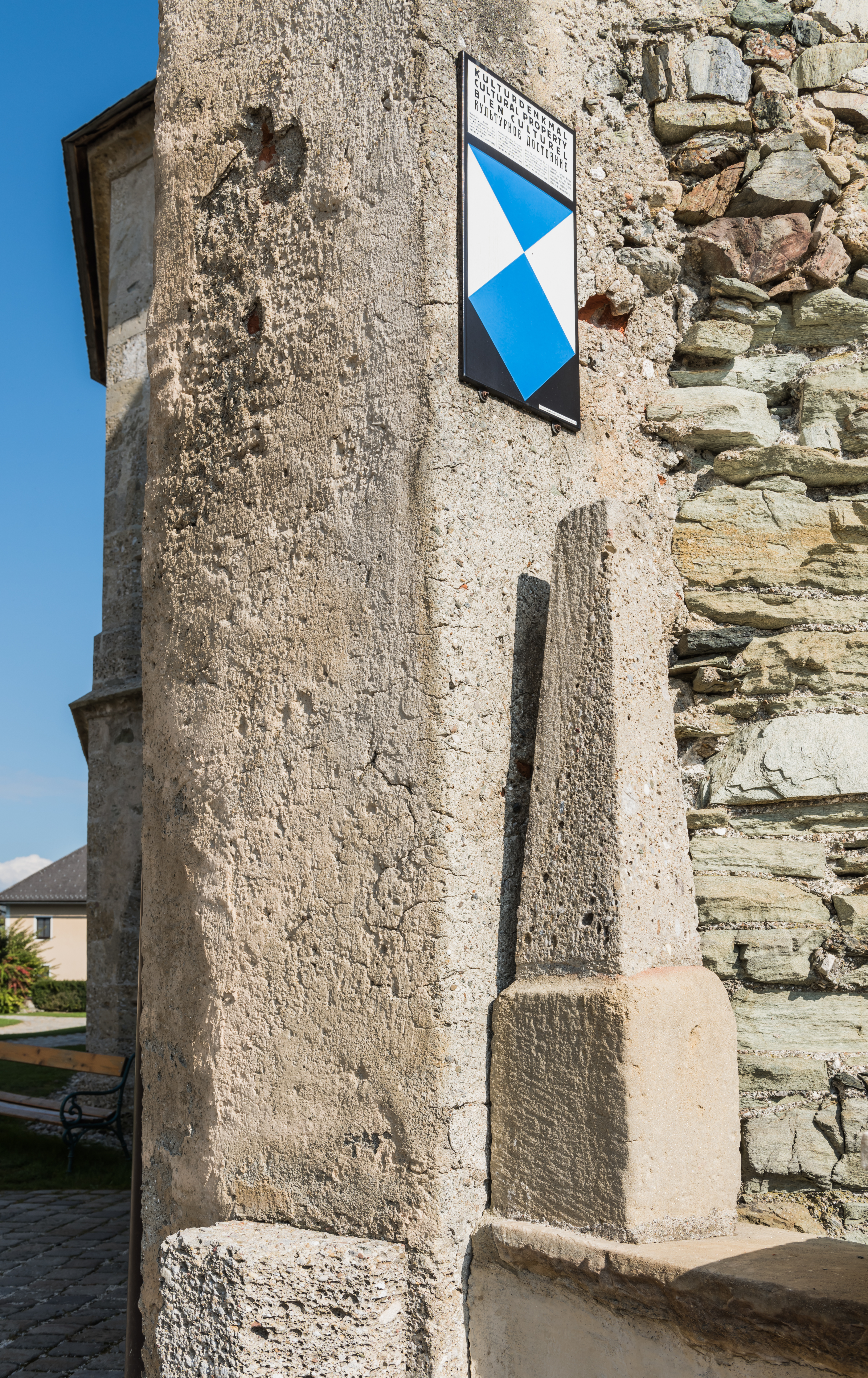
Bouclier bleu quadrilingue apposé sur un monument en Autriche

En novembre 2020, 129 États sont parties au traité, tandis que deux autres (Andorre et Philippines) ont signé mais n'ont pas ratifié la Convention. À l'heure actuelle, 111 États parties ont ratifié le Premier Protocole. Le deuxième protocole comporte 86 États parties.

## Biens culturels
Les biens culturels sont la manifestation et l'expression du patrimoine culturel d'un groupe de personnes ou d'une société. C'est l'expression des modes de vie développés par une communauté et transmis de génération en génération, y compris les coutumes d'un peuple, ses pratiques, ses sites, ses objets, ses contributions artistiques et ses valeurs. La protection des biens culturels en période de conflit armé ou d'occupation revêt une grande importance, car ces biens reflètent la vie, l'histoire et l'identité des communautés. Sa préservation aide à reconstruire les communautés, à rétablir les identités et à relier le passé des personnes à leur présent et à leur avenir. 
Comme indiqué dans le Préambule de la Convention de La Haye, « les atteintes portées aux biens culturels, à quelque peuple qu'ils appartiennent, constituent des atteintes au patrimoine culturel de l'humanité entière, étant donné que chaque peuple apporte sa contribution à la culture mondiale ».

## La Convention de la Haye
La Convention de La Haye décrit les diverses interdictions et obligations que les États parties doivent observer, en temps de paix et en temps de conflit armé.
D'une manière générale, la Convention de La Haye exige que les États parties adoptent des mesures de protection en temps de paix pour la sauvegarde des biens culturels. Ces mesures comprennent la préparation d'inventaires, la préparation à l'évacuation des biens culturels mobiliers et la désignation des autorités compétentes responsables de la sauvegarde des biens culturels.
Les États parties s'engagent à respecter les biens culturels, non seulement situés sur leur propre territoire, mais aussi sur le territoire d'autres États parties, en période de conflit et d'occupation. Ce faisant, ils acceptent de s'abstenir d'utiliser les biens culturels et leurs alentours immédiats à des fins susceptibles de les exposer à la destruction ou à des dégâts en cas de conflit armé. Les États parties acceptent également de s'abstenir de tout acte d'hostilité dirigé contre ces biens.
La Convention exige également la création d'unités spéciales au sein des forces militaires nationales, chargées de la protection des biens culturels. En outre, les États parties sont tenus de mettre en œuvre des sanctions pénales pour violation de la Convention et d'entreprendre la promotion de la Convention auprès du public, des professionnels du patrimoine culturel, des forces armées et des organismes d'application de la loi.
La guerre du Golfe a pu être un exemple d'une mise en œuvre réussie de la Convention. Lors de ce conflit, de nombreux membres des forces de la coalition, qui étaient soit parties à la Convention, soit qui, à l'instar des États-Unis, n'étaient pas parties à la Convention, ont accepté les règles contenues dans la Convention en œuvrant à la protection des biens culturels qui étaient susceptibles d'être détruits par les attaques. 

### Définition de bien culturel
La Convention de la Haye de 1954 définit les « biens culturels » dans son article 1er comme suit :
« Aux fins de la présente Convention, sont considérés comme biens culturels, quels que soient leur origine ou leur propriétaire : 
a. Les biens, meubles ou immeubles, qui présentent une grande importance pour le patrimoine culturel des peuples, tels que les monuments d'architecture, d'art ou d'histoire, religieux ou laïques, les sites archéologiques, les ensembles de constructions qui, en tant que tels, présentent un intérêt historique ou artistique, les œuvres d'art, les manuscrits, livres et autres objets d'intérêt artistique, historique ou archéologique, ainsi que les collections scientifiques et les collections importantes de livres, d'archives ou de reproductions des biens définis ci-dessus ; 
b. Les édifices dont la destination principale et effective est de conserver ou d'exposer les biens culturels meubles définis à l'alinéa a, tels que les musées, les grandes bibliothèques, les dépôts d'archives, ainsi que les refuges destinés à abriter, en cas de conflit armé, les biens culturels meubles définis à l'alinéa a ; 
c. Les centres comprenant un nombre considérable de biens culturels qui sont définis aux alinéas a et b, dits « centres monumentaux ». » 

### Sauvegarde des biens culturels
L'obligation des États parties de sauvegarder les biens culturels en temps de paix est énoncée à l'article 3. Cet article stipule :
« Les Hautes Parties contractantes s'engagent à préparer, dès le temps de paix, la sauvegarde des biens culturels situés sur leur propre territoire contre les effets prévisibles d'un conflit armé, en prenant les mesures qu'elles estiment appropriées. »

### Respect des biens culturels
La Convention de La Haye énonce un minimum de respect que tous les États parties doivent observer, tant par rapport à leur propre patrimoine national que vis-à-vis du patrimoine des autres États parties. Les États sont tenus de ne pas attaquer les biens culturels, ni d'enlever ou de détourner les biens meubles de leur territoire d'origine. Seuls les cas exceptionnels de « nécessité militaire » excèdent la dérogation à cette obligation. Toutefois, un État partie n'a pas le droit d'ignorer les règles de la Convention en raison de l'incapacité d'une autre Partie à mettre en œuvre des mesures de sauvegarde seules.
Ceci est énoncé à l'article 4 de la Convention de La Haye :
« 1. Les Hautes Parties contractantes s'engagent à respecter les biens culturels situés tant sur leur propre territoire que sur celui des autres Hautes Parties contractantes en s'interdisant l'utilisation de ces biens, celle de leurs dispositifs de protection et celle de leurs abords immédiats à des fins qui pourraient exposer ces biens à une destruction ou à une détérioration en cas de conflit armé, et en s'abstenant de tout acte d'hostilité à leur égard. 
2. Il ne peut être dérogé aux obligations définies au paragraphe premier du présent article que dans les cas où une nécessité militaire exige, d'une manière impérative, une telle dérogation. 
3. Les Hautes Parties contractantes s'engagent en outre à interdire, à prévenir et, au besoin, à faire cesser tout acte de vol, de pillage ou de détournement de biens culturels, pratiqué sous quelque forme que ce soit, ainsi que tout acte de vandalisme à l'égard desdits biens. Elles s'interdisent de réquisitionner les biens culturels meubles situés sur le territoire d'une autre Haute Partie contractante. 
4. Elles s'interdisent toute mesure de représailles à l'encontre des biens culturels. 
5. Une Haute Partie contractante ne peut se dégager des obligations stipulées au présent article, à l'égard d'une autre Haute Partie contractante, en se fondant sur le motif que cette dernière n'a pas appliqué les mesures de sauvegarde prescrites à l'article 3. »

### Occupation
Les règles énoncées dans la Convention de La Haye s'appliquent également aux États qui sont des Puissances occupantes pendant les conflits ou même hors conflit. La Convention oblige les Puissances occupantes à respecter les biens culturels du territoire occupé et à soutenir les autorités nationales locales dans leur conservation et réparation si nécessaire. 
Cette obligation est énoncée à l'article 5 :
« 1. Les Hautes Parties contractantes occupant totalement ou partiellement le territoire d'une autre Haute Partie contractante doivent, dans la mesure du possible, soutenir les efforts des autorités nationales compétentes du territoire occupé à l'effet d'assurer la sauvegarde et la conservation de ses biens culturels. 
2. Si une intervention urgente est nécessaire pour la conservation des biens culturels situés en territoire occupé et endommagés par des opérations militaires, et si les autorités nationales compétentes ne peuvent pas s'en charger, la Puissance occupante prend, autant que possible, les mesures conservatoires les plus nécessaires en étroite collaboration avec ces autorités. 
3. Toute Haute Partie contractante dont le gouvernement est considéré par les membres d'un mouvement de résistance comme leur gouvernement légitime, attirera si possible l'attention de ces membres sur l'obligation d'observer celles des dispositions de la Convention qui ont trait au respect des biens culturels ».

### Protection spéciale
La Convention de La Haye établit un régime de « protection spéciale » qui oblige les États parties à assurer l'immunité des biens culturels sous protection spéciale contre les actes d'hostilité (articles 8 et 9).  
En vertu de l'article 8, cette protection peut être accordée à l'une des trois catégories de biens culturels : 
(1) les refuges destinés à abriter des biens culturels mobiliers en cas de conflit armé ; 
(2) centres contenant des monuments ; Et 
(3) d'autres biens culturels immobiliers de très grande importance. 
Pour recevoir une protection spéciale, les biens culturels doivent également être situés à une distance adéquate d'un centre industriel ou d'un emplacement qui le rendrait vulnérable aux attaques et ne doit pas être utilisé à des fins militaires.

## Premier Protocole (1954)
Le premier protocole a été adopté en même temps que la Convention de La Haye, le 14 mai 1954. Il s'applique spécifiquement aux biens culturels mobiliers et interdit l'exportation de biens meubles du territoire occupé et exige également son retour sur son territoire d'origine à la fin des hostilités (article 1).
Les États Parties qui ont l'obligation d'empêcher l'exportation de ces biens peuvent être tenus de verser une indemnité aux États dont les biens ont été retirés pendant les hostilités.

## Deuxième Protocole (1999)
Les actes criminels commis contre les biens culturels à la fin des années 1980 et au début des années 1990 ont mis en évidence les lacunes dans la mise en œuvre de la Convention de La Haye et de son Premier Protocole. 
À la suite d'un examen de la Convention dirigé par le professeur Patrick Boylan, le Deuxième Protocole à la Convention de La Haye a été adopté lors d'une Conférence tenue à La Haye en mars 1999. Le Deuxième Protocole vise à compléter et élargir les dispositions de la Convention de La Haye, en incluant l'évolution du droit international humanitaire et de la protection de la propriété culturelle qui a émergé depuis 1954. Elle s'appuie sur les dispositions de la Convention relatives à la sauvegarde et au respect des biens culturels, telle que la conduite des hostilités, fournissant ainsi une plus grande protection des biens culturels que celle conférée par la Convention de La Haye et son Premier Protocole.

### Protection renforcée
L'une des caractéristiques les plus importantes du deuxième protocole est le régime de «protection renforcée» qu'il établit. Cette nouvelle catégorie de biens culturels est décrite dans le chapitre trois du deuxième protocole. Le statut de protection renforcée signifie que les biens culturels pertinents doivent rester à l'abri de l'attaque militaire, une fois inscrit sur la Liste des biens culturels sous une protection renforcée. Bien que la Convention de La Haye de 1954 oblige les États à ne pas faire de biens culturels comme objet d'attaque, sauf pour les cas de « nécessité militaire », le Deuxième Protocole stipule que les biens culturels sous protection renforcée ne doivent pas être considérés comme une cible militaire, même s'ils sont devenus des « objectifs militaires » par leur utilisation. Une attaque contre les biens culturels qui bénéficie d'un statut de protection renforcée est excusable uniquement si une telle attaque est le «seul moyen pratiquement possible de mettre fin à l'utilisation de ce bien envisagée [ci-dessus]» (article 13).
Pour bénéficier d'une protection renforcée, les biens culturels en question doivent satisfaire aux trois critères énoncés à l'article 10 du Deuxième Protocole : 
a. il s'agit d'un patrimoine culturel qui revêt la plus haute importance pour l'humanité ; 
b. il est protégé par des mesures internes, juridiques et administratives, adéquates, qui reconnaissent sa valeur culturelle et historique exceptionnelle et qui garantissent le plus haut niveau de protection ; 
c. il n'est pas utilisé à des fins militaires ou pour protéger des sites militaires, et la Partie sous le contrôle duquel il se trouve a confirmé dans une déclaration qu'il ne sera pas ainsi utilisé.
À l'heure actuelle, il existe 12 biens culturels de 7 États parties inscrits sur la Liste de protection améliorée. Ceux-ci incluent des sites en Azerbaïdjan, en Belgique, à Chypre, en Géorgie, en Italie, en Lituanie et au Mali.

### Le Comité pour la protection des biens culturels en cas de conflit armé
L'article 24 du Deuxième Protocole établit un Comité de 12 membres pour la protection des biens culturels en cas de conflit armé. Ses membres sont élus pour un mandat de quatre ans et une représentation géographique équitable est prise en compte à l'élection de ses membres. Le Comité se réunit une fois par an en session ordinaire et en sessions extraordinaires si elle le juge nécessaire.
Le Comité est responsable de l'octroi, de la suspension et de l'annulation de la protection renforcée des biens culturels désignés par les États parties. Il reçoit également et considère les demandes d'assistance internationale soumises par les États, ainsi que la détermination de l'utilisation du Fonds pour la protection des biens culturels en cas de conflit armé. En vertu de l'article 27 du Deuxième Protocole, le Comité a également pour mandat d'élaborer des Principes directeurs pour la mise en œuvre du Deuxième Protocole.

### Le Fonds pour la protection des biens culturels en cas de conflit armé
L'article 29 du Deuxième Protocole établit le Fonds pour la protection des biens culturels en cas de conflit armé. Son but est de fournir une assistance financière ou autre pour des «mesures préparatoires ou autres à prendre en temps de paix». Il fournit également une aide financière ou autre en ce qui concerne les « mesures d'urgence, des mesures provisoires ou toute autre mesure de protection des biens culturels en période de conflit armé ou derétablissement suivant immédiatement la fin des hostilités ». 
Le Fonds comprend des contributions volontaires des États parties au Deuxième Protocole. En 2016, les sommes de 50 000 $ US et 40 000 $ US ont été versées respectivement en Libye et au Mali dans le cadre du Fonds, en réponse à leurs demandes d'assistance pour l'installation de mesures d'urgence et de sauvegarde.

### Sanctions et responsabilité pénale individuelle
Le chapitre quatre du Deuxième Protocole précise les sanctions à imposer pour des violations graves à l'encontre de biens culturels et définit les conditions dans lesquelles la responsabilité pénale individuelle devrait s'appliquer. Cela reflète un effort accru pour lutter contre l'impunité par des poursuites pénales efficaces depuis l'adoption de la Convention de La Haye en 1954. Le Deuxième Protocole définit cinq « violations graves » pour lesquelles il établit la responsabilité pénale individuelle (article 15) :
a. faire d’un bien culturel sous protection renforcée l’objet d’une attaque ; 
b. utiliser un bien culturel sous protection renforcée ou ses abords immédiats à l’appui d’une action militaire ; 
c. détruire ou s’approprier sur une grande échelle des biens culturels protégés par la Convention et le présent Protocole ; 
d. faire d’un bien culturel couvert par la Convention et le présent Protocole l’objet d’une attaque ; 
e. le vol, le pillage ou le détournement de biens culturels protégés par la Convention, et les actes de vandalisme dirigés contre des biens culturels protégés par la Convention.
Les États sont tenus d'adopter une législation appropriée pour faire de ces infractions des infractions pénales en vertu de leur législation nationale, de prévoir des sanctions appropriées pour ces infractions et d'établir leur compétence pour juger de ces infractions (y compris la compétence universelle pour trois des cinq violations graves énoncées à l'article 16 (1).
L'affaire Procureur contre Ahmad Al Faqi Al Mahdi, prononcée par la Cour pénale internationale le 27 septembre 2016, illustre un cas de poursuite pour crimes contre des biens culturels. Al Mahdi a été accusé et a plaidé coupable de crime de guerre en ayant dirigé intentionnellement des attaques contre des monuments historiques et des bâtiments dédiés à la religion. Il a été condamné à neuf ans d'emprisonnement. Al Mahdi était membre du groupe Ansar Eddine (un groupe associé à Al-Qaïda) et co-auteur de la destruction de neuf mausolées et d'une mosquée à Tombouctou (Mali) en 2012.

### Manuel Militaire
En 2016, l'UNESCO, en collaboration avec l'Institut international de droit international humanitaire de Sanremo, a publié un manuel intitulé Protection of Cultural Property: Military Manual (en anglais pour l'instant). Ce manuel décrit les règles et les obligations contenues dans le Deuxième Protocole et fournit des conseils pratiques sur la façon dont ces règles devraient être mises en œuvre par les forces militaires du monde entier. Il contient également des suggestions concernant les meilleures pratiques militaires en relation avec ces obligations. 
Il ne concerne que les règles internationales régissant les conflits armés et ne traite pas de l'assistance militaire fournie dans d'autres circonstances telles que les catastrophes naturelles.

## Application
Le Comité international du Bouclier bleu travaille à sa mise en œuvre. Les biens culturels protégés au titre du traité peuvent être munis d'un signe distinctif (bouclier bleu) afin de faciliter leur identification (articles 6, 16 et 17 du traité).

### Mises en œuvre nationales
En France, elle est reconnue par le décret no 60-1131 du 18 octobre 1960 portant publication de la convention pour la protection des biens culturels en cas de conflit armé, signée à La Haye le 14 mai 1954, et de ses annexes.
À la suite de la décolonisation, les États ayant acquis leur indépendance ont souhaité que l'UNESCO légifère sur les transferts des biens culturels en temps de paix, ce qui aboutit en 1970 à la Convention concernant les mesures à prendre pour interdire et empêcher l'importation, l'exportation et le transfert de propriété illicites des biens culturels. En 1978, l'UNESCO crée le Comité intergouvernemental pour la promotion du retour de biens culturels à leur pays d'origine ou de leur restitution en cas d'appropriation illégale, offrant ainsi un cadre de discussion et de négociation pour la restitution des biens culturels (en). La Convention Unidroit de 1995 complète cette convention de 1970, et a pour but d'établir « un corps minimum de règles juridiques communes aux fins de restitution et de retour des biens culturels entre les États contractants ». Cependant, la Convention de 1970 et de 1995 ne sont pas rétroactives comme la plupart des instruments internationaux : elles ne concernent que les biens volés ou illicitement exportés après leur entrée en vigueur.